# Хлодвіг III
Хлодвіг III (*Chlodwig II бл. 670  —676) — король Австразії у 675—676 роках.

## Життєпис
Походив з династії Меровінгів. Втім дотепер існують суперечки стосовно батька Хлодвіга: за різними хроніками був позашлюбним сином короля Теодоріха III, або Хлодвіга II чи Хлотаря III.
У 675 році після смерті Хільдеріка II серед австразійської знаті стався розгардіяж: одна частина на чолі із майордомом Вульфоальдом висунула на трон Дагоберта, сина Сігіберта III. Інша частина — Хлодвіга III, якого підтримав Еброїн, колишній майордом Нейстрії. Боротьба тривала протягом усього року. У 675 році Еброїна відновлено на посаді майордома, що послабило прихильників Хлодвіга III.
Зрештою Дагоберт II і Вульфоальд здобули перемоги. Під час цієї кампанії малий король помер або його вбили.